# Papaipema maritima
Papaipema maritima är en fjärilsart som beskrevs av Bird 1909. Papaipema maritima ingår i släktet Papaipema och familjen nattflyn. Inga underarter finns listade i Catalogue of Life.